# Modiradilo Healer
Modiradilo Healer (* 19. Juli 1970) ist ein ehemaliger botswanischer Boxer.
Er trat bei den Olympischen Sommerspielen 1996 in Atlanta an. Im Halbfliegengewichtsturnier schied er in seinem Erstrundenkampf gegen Albert Guardado aus. Bereits 1994 war er bei den Commonwealth Games in Victoria angetreten, wo er im Eröffnungskampf gegen Victor Kasote aus Sambia ausschied.